# جیمز کارنوسیان
جیمز کارنوسیان (انگلیسی: James Karnusian؛ زادهٔ ۱۹۲۶–۸ آوریل ۱۹۹۸) یک پیشوای روحانی، نویسنده، و کنشگر اجتماعی اهل ارمنستان-سوئیس است.

## زندگی‌نامه
پسر یکی از بازماندگان نسل‌کشی ارمنی‌ها از اهالی موسی داغ بود. کارنوسیان در سال 1916 در یک اردوگاه پناهندگان در بیروت به دنیا آمد. وی در دانشگاه‌های یونان و سوئیس تحصیل نمود. در سال